# Letterio D'Arrigo Ramondini
Letterio D'Arrigo Ramondini (Itala, 15 novembre 1849 – Messina, 18 dicembre 1922) è stato un arcivescovo cattolico italiano.

## Biografia
Nato il 15 novembre 1849 a Itala da nobile famiglia, nel 1872 venne ordinato sacerdote dall'arcivescovo Luigi Natoli e mandato a Itala come collaboratore dell'arciprete. Dopo sei anni venne nominato Canonico Teologo del Capitolo Protometropolitano della Cattedrale di Messina e nel 1891 portò a compimento, a sue spese, la costruzione della chiesa del Sacro Cuore di Gesù agli Arcipeschieri. Dopo la morte nel 1897 del cardinale Giuseppe Guarino, venne eletto vicario capitolare, e quindi nominato da papa Leone XIII 105º arcivescovo metropolita ed archimandrita di Messina.
Rimasto illeso al disastroso terremoto del 28 dicembre 1908, ebbe come vicario generale san Luigi Orione.
Morì a Messina il 18 dicembre 1922. Inizialmente fu sepolto nella tomba di famiglia al Cimitero monumentale di Messina, e nel 1933, per iniziativa lodevole di mons. Angelo Paino, suo successore, che ne difese la memoria, fu traslato nella Cattedrale ormai ricostruita, di fronte alla cattedra vescovile.

## Genealogia episcopale e successione apostolica
La genealogia episcopale è:
- Cardinale Scipione Rebiba
- Cardinale Giulio Antonio Santori
- Cardinale Girolamo Bernerio, O.P.
- Arcivescovo Galeazzo Sanvitale
- Cardinale Ludovico Ludovisi
- Cardinale Luigi Caetani
- Cardinale Ulderico Carpegna
- Cardinale Paluzzo Paluzzi Altieri degli Albertoni
- Papa Benedetto XIII
- Papa Benedetto XIV
- Cardinale Enrico Enriquez
- Arcivescovo Manuel Quintano Bonifaz
- Cardinale Buenaventura Córdoba Espinosa de la Cerda
- Cardinale Giuseppe Maria Doria Pamphilj
- Papa Pio VIII
- Papa Pio IX
- Cardinale Raffaele Monaco La Valletta
- Cardinale Francesco Satolli
- Arcivescovo Letterio D'Arrigo Ramondini

La successione apostolica è:
- Arcivescovo Angelo Paino (1909)